# Gottfried von Holthausen
Gottfried von Holthausen (* im 13. Jahrhundert; † 1326) war ein römisch-katholischer Geistlicher und Domherr in Münster.

## Leben
Die genealogische Abstammung des Gottfried von Holthausen ist nicht überliefert.
Am 9. Januar 1313 erhielt das Kapitel der Kirche St. Mauritz in Münster durch Bischof Ludwig die Aufforderung, seinen Offizial in Friesland,  Gotfridus de Holthusen,  zum Propst zu wählen. Nachdem Dietrich von der Linden vom Kapitel gewählt worden war, nahm dieser die Wahl nicht an mit der Folge, dass der Bischof den neuen Propst selbst bestimmen konnte. Nun wurde Gottfried vom Bischof am 29. Juni 1314 in das Amt gebracht, obwohl er noch kein Domherr war. Im Jahr darauf findet er als Domherr zu Münster urkundliche Erwähnung. 1324 verzichtete er auf seine Pfründe.